# 劉儁
劉 儁（りゅう しゅん、生年不詳 - 1408年）は、明代の官僚。字は子士。本貫は荊州府江陵県。

## 生涯
1385年（洪武18年）、進士に及第した。兵部主事に任じられ、兵部郎中に進んだ。1395年（洪武28年）、兵部右侍郎に抜擢された。1398年（洪武31年）、兵部左侍郎となった。建文年間、侍中となった。1402年（建文4年）、永楽帝が即位すると、劉儁は兵部尚書に進んだ。1406年（永楽4年）、永楽帝がベトナム胡朝に対する遠征軍を派遣すると、劉儁は遠征軍の軍務に参与した。1407年（永楽5年）、帰国すると厚い賞与を受けた。ほどなく陳頠がベトナムで反乱を起こすと、劉儁は沐晟率いる討伐軍の軍務に参与した。1408年（永楽6年）冬、沐晟が陳頠と生厥江で戦って敗れた。劉儁は大安海口まで退却して、暴風に遭い、敵に包囲され、自ら縊死した。1425年（洪熙元年）3月、太子少傅の位を追贈された。諡は節愍といった。
子の劉奎は給事中となった。